# 內閣府副大臣
內閣府副大臣（日语：／ Naikakufu Fukudaijin），是日本國政府內閣府的副首長，輔助內閣總理大臣協助內閣制定與調整政策以強化內閣機能的功能。

## 概要

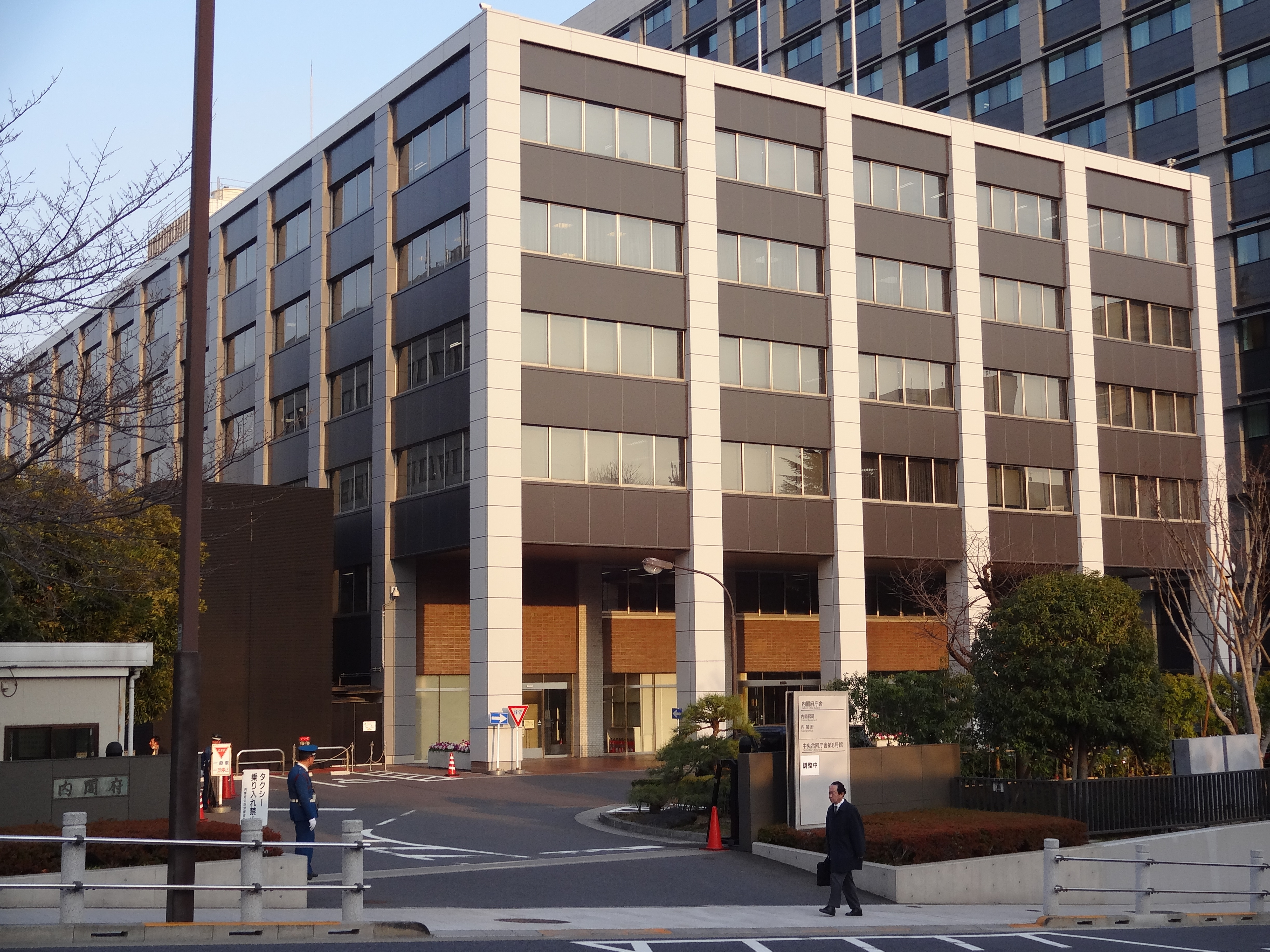
內閣府廳舍

2001年1月6日，根據《中央省廳機構改革基本法》對中央省廳機構進行改組而設立。 同日，第二屆森內閣 (改組 中央省廳再編後)啟動，任命眾議院議員仲村正治、眾議院議員坂井隆憲及眾議員議員村井仁擔任首屆副大臣。
奉內閣總理大臣之命，負責制定政策、計劃及處理政務。根據《國家行政組織法》，人數固定為三人。
而在2012年野田內閣 (第一次改組)成立後，不再受到規限，可從其他省廳借調副大臣兼任內閣府副大臣，使得人數不再固定。

## 内閣府副大臣
| 內閣府副大臣   | 內閣府副大臣                | 內閣府副大臣 | 內閣府副大臣               | 內閣府副大臣               | 內閣府副大臣             | 內閣府副大臣                 | 內閣府副大臣                                              | 內閣府副大臣                                              |
| 内閣           | 内閣                        | 內閣總理大臣 | 全名                       | 就職日                     | 卸任日                   | 黨派                         | 出身                                                      | 備註                                                      |
| -------------- | --------------------------- | ------------ | -------------------------- | -------------------------- | ------------------------ | ---------------------------- | --------------------------------------------------------- | --------------------------------------------------------- |
| 第2次森内閣    | 改造內閣 （中央省廳再編後） | 森喜朗       | 仲村正治                   | 2001年1月6日               | 2001年4月26日            | 自由民主黨                   | 眾議員（沖繩縣第2區）                                     |                                                           |
| 第2次森内閣    | 改造內閣 （中央省廳再編後） | 森喜朗       | 坂井隆憲                   | 2001年1月6日               | 2001年4月26日            | 自由民主黨                   | 眾議員（佐賀縣第1區）                                     |                                                           |
| 第2次森内閣    | 改造內閣 （中央省廳再編後） | 森喜朗       | 村井仁                     | 2001年1月6日               | 2001年4月26日            | 自由民主黨                   | 眾議員（長野縣第2區）                                     |                                                           |
| 第1次小泉内閣  | 第1次小泉内閣               | 小泉純一郎   | 仲村正治                   | 2001年5月1日               | 2002年1月8日             | 自由民主黨                   | 眾議員（沖繩縣第2區）                                     | 再任 任內辭職，由熊代昭彥接任                             |
| 第1次小泉内閣  | 第1次小泉内閣               | 小泉純一郎   | 熊代昭彥                   | 2002年1月8日               | 2002年9月30日            | 自由民主黨                   | 眾議員（岡山縣第2區）                                     |                                                           |
| 第1次小泉内閣  | 第1次小泉内閣               | 小泉純一郎   | 松下忠洋                   | 2001年5月1日               | 2002年9月30日            | 自由民主黨                   | 眾議員（九州比例代表區）                                  |                                                           |
| 第1次小泉内閣  | 第1次小泉内閣               | 小泉純一郎   | 村田吉隆                   | 2001年5月1日               | 2002年9月30日            | 自由民主黨                   | 眾議員（岡山縣第5區）                                     |                                                           |
|                | 第1次改造内閣               | 小泉純一郎   | 伊藤達也                   | 2002年10月2日              | 2003年9月22日            | 自由民主黨                   | 眾議員（東京比例代表區）                                  |                                                           |
| 根本匠         | 第1次改造内閣               | 小泉純一郎   | 眾議員（福島縣第2區）      | 2002年10月2日              | 2003年9月22日            | 自由民主黨                   |                                                           |                                                           |
| 米田健三       | 第1次改造内閣               | 小泉純一郎   | 眾議員（南關東比例代表區） | 2002年10月2日              | 2003年9月22日            | 自由民主黨                   |                                                           |                                                           |
| 第2次改造内閣  | 伊藤達也                    | 小泉純一郎   | 2003年9月25日              | 2003年11月19日             | 眾議員（東京比例代表區） | 自由民主黨                   | 留任                                                      |                                                           |
| 第2次改造内閣  | 佐藤剛男                    | 小泉純一郎   | 2003年9月25日              | 2003年11月19日             | 眾議員（福島縣第1區）    | 自由民主黨                   |                                                           |                                                           |
| 第2次改造内閣  | 中島真人                    | 小泉純一郎   | 2003年9月25日              | 2003年11月19日             | 參議員（山梨縣選舉區）   | 自由民主黨                   |                                                           |                                                           |
| 第2次小泉内閣  | 第2次小泉内閣               | 小泉純一郎   | 伊藤達也                   | 2003年11月20日             | 2004年9月27日            | 自由民主黨                   | 眾議員（東京比例代表區）                                  | 再任                                                      |
| 第2次小泉内閣  | 第2次小泉内閣               | 小泉純一郎   | 佐藤剛男                   | 2003年11月20日             | 2004年9月27日            | 自由民主黨                   | 眾議員（福島縣第1區）                                     | 再任                                                      |
| 第2次小泉内閣  | 第2次小泉内閣               | 小泉純一郎   | 中島真人                   | 2003年11月20日             | 2004年9月27日            | 自由民主黨                   | 參議員（山梨縣選舉區）                                    | 再任                                                      |
|                | 改造内閣                    | 小泉純一郎   | 七條明                     | 2004年9月29日              | 2005年9月21日            | 自由民主黨                   | 眾議員（四國比例代表區）                                  |                                                           |
| 西川公也       | 改造内閣                    | 小泉純一郎   | 眾議員（北關東比例代表區） | 2004年9月29日              | 2005年9月21日            | 自由民主黨                   |                                                           |                                                           |
| 林田彪         | 改造内閣                    | 小泉純一郎   | 眾議員（熊本縣第2區）      | 2004年9月29日              | 2005年9月21日            | 自由民主黨                   |                                                           |                                                           |
| 第3次小泉内閣  | 第3次小泉内閣               | 小泉純一郎   | 七條明                     | 2005年9月22日              | 2005年10月31日           | 自由民主黨                   | 眾議員（四國比例代表區）                                  | 再任                                                      |
| 第3次小泉内閣  | 第3次小泉内閣               | 小泉純一郎   | 西川公也                   | 2005年9月22日              | 2005年10月31日           | 自由民主黨                   | 眾議員（北關東比例代表區）                                | 再任                                                      |
| 第3次小泉内閣  | 第3次小泉内閣               | 小泉純一郎   | 林田彪                     | 2005年9月22日              | 2005年10月31日           | 自由民主黨                   | 眾議員（九州比例代表區）                                  | 再任                                                      |
|                | 改造内閣                    | 小泉純一郎   | 嘉數知賢                   | 2005年11月2日              | 2006年9月26日            | 自由民主黨                   | 眾議員（沖繩縣第3區）                                     |                                                           |
| 櫻田義孝       | 改造内閣                    | 小泉純一郎   | 眾議員（千葉縣第8區）      | 2005年11月2日              | 2006年9月26日            | 自由民主黨                   |                                                           |                                                           |
| 山口泰明       | 改造内閣                    | 小泉純一郎   | 眾議員（埼玉縣第10區）     | 2005年11月2日              | 2006年9月26日            | 自由民主黨                   |                                                           |                                                           |
| 第1次安倍内閣  | 第1次安倍内閣               | 安倍晉三     | 平澤勝榮                   | 2006年9月27日              | 2007年8月27日            | 自由民主黨                   | 眾議員（東京都第17區）                                    |                                                           |
| 第1次安倍内閣  | 第1次安倍内閣               | 安倍晉三     | 渡邊喜美                   | 2006年9月27日              | 2006年12月28日           | 自由民主黨                   | 眾議員（栃木縣第3區）                                     | 任內辭職，由大村秀章接任                                  |
| 第1次安倍内閣  | 第1次安倍内閣               | 安倍晉三     | 大村秀章                   | 2006年12月28日             | 2007年8月27日            | 自由民主黨                   | 眾議員（愛知縣第13區）                                    |                                                           |
| 第1次安倍内閣  | 第1次安倍内閣               | 安倍晉三     | 林芳正                     | 2006年9月27日              | 2007年8月27日            | 自由民主黨                   | 參議員議員（山口縣選舉區）                                |                                                           |
|                | 改造内閣                    | 安倍晉三     | 木村勉                     | 2007年8月29日              | 2007年9月26日            | 自由民主黨                   | 眾議員（東京都第15區）                                    |                                                           |
| 山本明彥       | 改造内閣                    | 安倍晉三     | 眾議員（愛知縣第15區）     | 2007年8月29日              | 2007年9月26日            | 自由民主黨                   |                                                           |                                                           |
| 中川義雄       | 改造内閣                    | 安倍晉三     | 參議員（北海道選舉區）     | 2007年8月29日              | 2007年9月26日            | 自由民主黨                   |                                                           |                                                           |
| 福田康夫内閣   | 福田康夫内閣                | 福田康夫     | 木村勉                     | 2007年9月27日              | 2008年8月2日             | 自由民主黨                   | 眾議員（東京都第15區）                                    | 再任                                                      |
| 福田康夫内閣   | 福田康夫内閣                | 福田康夫     | 山本明彥                   | 2007年9月27日              | 2008年8月2日             | 自由民主黨                   | 眾議員（愛知縣第15區）                                    | 再任                                                      |
| 福田康夫内閣   | 福田康夫内閣                | 福田康夫     | 中川義雄                   | 2007年9月27日              | 2008年8月2日             | 自由民主黨                   | 參議員（北海道選舉區）                                    | 再任                                                      |
|                | 改造内閣                    | 福田康夫     | 增原義剛                   | 2008年8月5日               | 2008年9月24日            | 自由民主黨                   | 眾議員（中國比例代表區）                                  |                                                           |
| 宮澤洋一       | 改造内閣                    | 福田康夫     | 眾議員（廣島縣第7區）      | 2008年8月5日               | 2008年9月24日            | 自由民主黨                   |                                                           |                                                           |
| 谷本龍哉       | 改造内閣                    | 福田康夫     | 眾議員（和歌山縣第1區）    | 2008年8月5日               | 2008年9月24日            | 自由民主黨                   |                                                           |                                                           |
| 麻生内閣       | 麻生内閣                    | 麻生太郎     | 增原義剛                   | 2008年9月29日              | 2009年9月16日            | 自由民主黨                   | 眾議員（中國比例代表區）                                  | 再任                                                      |
| 麻生内閣       | 麻生内閣                    | 麻生太郎     | 宮澤洋一                   | 2008年9月29日              | 2009年9月16日            | 自由民主黨                   | 眾議員（廣島縣第7區）                                     | 再任                                                      |
| 麻生内閣       | 麻生内閣                    | 麻生太郎     | 谷本龍哉                   | 2008年9月29日              | 2009年9月16日            | 自由民主黨                   | 眾議員（和歌山縣第1區）                                   | 再任                                                      |
| 鳩山由紀夫内閣 | 鳩山由紀夫内閣              | 鳩山由紀夫   | 大島敦                     | 2009年9月18日              | 2010年6月8日             | 民主黨                       | 眾議員（埼玉縣第6區）                                     |                                                           |
| 鳩山由紀夫内閣 | 鳩山由紀夫内閣              | 鳩山由紀夫   | 古川元久                   | 2009年9月18日              | 2010年6月8日             | 民主黨                       | 眾議員（愛知縣第2區）                                     |                                                           |
| 鳩山由紀夫内閣 | 鳩山由紀夫内閣              | 鳩山由紀夫   | 大塚耕平                   | 2009年9月18日              | 2010年6月8日             | 民主黨                       | 參議員（愛知縣選舉區）                                    |                                                           |
| 菅直人内閣     | 菅直人内閣                  | 菅直人       | 大島敦                     | 2010年6月10日              | 2010年9月17日            | 民主黨                       | 眾議員（埼玉縣第6區）                                     | 再任                                                      |
| 菅直人内閣     | 菅直人内閣                  | 菅直人       | 平岡秀夫                   | 2010年6月10日              | 2010年9月17日            | 民主黨                       | 眾議員（山口縣第2區）                                     |                                                           |
| 菅直人内閣     | 菅直人内閣                  | 菅直人       | 大塚耕平                   | 2010年6月10日              | 2010年9月17日            | 民主黨                       | 參議員（愛知縣選舉區）                                    | 再任                                                      |
|                | 第1次改造内閣               | 菅直人       | 東祥三                     | 2010年9月21日              | 2011年1月14日            | 民主黨                       | 眾議員（東京都第15區）                                    |                                                           |
| 末松義規       | 第1次改造内閣               | 菅直人       | 眾議員（東京都第19區）     | 2010年9月21日              | 2011年1月14日            | 民主黨                       |                                                           |                                                           |
| 平野達男       | 第1次改造内閣               | 菅直人       | 參議員（岩手縣選舉區）     | 2010年9月21日              | 2011年1月14日            | 民主黨                       |                                                           |                                                           |
| 第2次改造内閣  | 東祥三                      | 菅直人       | 2011年1月18日              | 2011年9月2日               | 眾議員（東京都第15區）   | 民主黨                       | 留任                                                      |                                                           |
| 第2次改造内閣  | 末松義規                    | 菅直人       | 2011年1月18日              | 2011年9月2日               | 眾議員（東京都第19區）   | 民主黨                       | 留任                                                      |                                                           |
| 第2次改造内閣  | 平野達男                    | 菅直人       | 2011年1月18日              | 2011年7月5日               | 參議員（岩手縣選舉區）   | 民主黨                       | 留任 任內辭職，由山口壯接任                               |                                                           |
| 第2次改造内閣  | 山口壯                      | 菅直人       | 2011年7月5日               | 2011年9月2日               | 眾議員（兵庫縣第12區）   | 民主黨                       |                                                           |                                                           |
| 野田内閣       | 野田内閣                    | 野田佳彥     | 石田勝之                   | 2011年9月5日               | 2012年1月13日            | 民主黨                       | 眾議員（埼玉縣第2區）                                     |                                                           |
| 野田内閣       | 野田内閣                    | 野田佳彥     | 後藤齋                     | 2011年9月5日               | 2012年1月13日            | 民主黨                       | 眾議員（山梨縣第3區）                                     |                                                           |
| 野田内閣       | 野田内閣                    | 野田佳彥     | 中塚一宏                   | 2011年9月5日               | 2012年1月13日            | 民主黨                       | 眾議員（神奈川縣第12區）                                  |                                                           |
|                | 第1次改造内閣               | 野田佳彥     | 石田勝之                   | 2012年1月13日              | 2012年6月4日             | 民主黨                       | 眾議員（埼玉縣第2區）                                     | 留任                                                      |
| 後藤齋         | 第1次改造内閣               | 野田佳彥     | 眾議員（山梨縣第3區）      | 2012年1月13日              | 2012年6月4日             | 民主黨                       | 留任                                                      |                                                           |
| 中塚一宏       | 第1次改造内閣               | 野田佳彥     | 眾議員（神奈川縣第12區）   | 2012年1月13日              | 2012年6月4日             | 民主黨                       | 留任 由復興副大臣兼任                                     |                                                           |
| 末松義規       | 第1次改造内閣               | 野田佳彥     | 2012年2月10日              | 眾議員（東京都第19區）     | 2012年6月4日             | 民主黨                       | 由復興副大臣兼任                                          |                                                           |
| 松下忠洋       | 第1次改造内閣               | 野田佳彥     | 2012年2月10日              | 國民新黨                   | 2012年6月4日             | 眾議員（鹿兒島縣第3區）      | 由復興副大臣兼任                                          |                                                           |
| 第2次改造内閣  | 石田勝之                    | 野田佳彥     | 2012年6月4日               | 2012年10月1日              | 民主黨                   | 眾議員（埼玉縣第2區）        | 留任                                                      |                                                           |
| 第2次改造内閣  | 後藤齋                      | 野田佳彥     | 2012年6月4日               | 2012年10月1日              | 民主黨                   | 眾議員（山梨縣第3區）        | 留任                                                      |                                                           |
| 第2次改造内閣  | 中塚一宏                    | 野田佳彥     | 2012年6月4日               | 2012年10月1日              | 民主黨                   | 眾議員（神奈川縣第12區）     | 留任 由復興副大臣兼任                                     |                                                           |
| 第2次改造内閣  | 末松義規                    | 野田佳彥     | 2012年6月4日               | 2012年10月1日              | 民主黨                   | 眾議員（東京都第19區）       | 留任 由復興副大臣兼任                                     |                                                           |
| 第2次改造内閣  | 吉田泉                      | 野田佳彥     | 2012年6月4日               | 2012年10月1日              | 民主黨                   | 眾議員（福島縣第5區）        | 由復興副大臣兼任                                          |                                                           |
| 第3次改造内閣  | 白真勲                      | 野田佳彥     | 2012年10月1日              | 2012年12月26日             | 民主黨                   | 參議員（參議院比例區）       |                                                           |                                                           |
| 第3次改造内閣  | 藤本祐司                    | 野田佳彥     | 2012年10月1日              | 2012年12月26日             | 民主黨                   | 參議員（靜岡縣選舉區）       |                                                           |                                                           |
| 第3次改造内閣  | 前川清成                    | 野田佳彥     | 2012年10月1日              | 2012年12月26日             | 民主黨                   | 參議員（奈良縣選舉區）       |                                                           |                                                           |
| 第3次改造内閣  | 大島敦                      | 野田佳彥     | 2012年10月1日              | 2012年12月26日             | 民主黨                   | 眾議員（埼玉縣第6區）        | 再入閣 由總務副大臣兼任                                   |                                                           |
| 第3次改造内閣  | 今野東                      | 野田佳彥     | 2012年10月1日              | 2012年12月26日             | 民主黨                   | 參議員（參議院比例區）       | 由復興副大臣兼任                                          |                                                           |
| 第3次改造内閣  | 松宮勲                      | 野田佳彥     | 2012年10月1日              | 2012年12月26日             | 民主黨                   | 眾議員（北陸信越比例代表區） | 由經濟產業副大臣兼任                                      |                                                           |
| 第3次改造内閣  | 園田康博                    | 野田佳彥     | 2012年10月1日              | 2012年12月26日             | 民主黨                   | 眾議員（岐阜縣第3區）        | 由環境副大臣兼任                                          |                                                           |
| 第2次安倍内閣  | 第2次安倍内閣               | 安倍晉三     | 西村康稔                   | 2012年12月26日             | 2014年9月3日             | 自由民主黨                   | 眾議員（兵庫縣第9區）                                     |                                                           |
| 第2次安倍内閣  | 第2次安倍内閣               | 安倍晉三     | 伊達忠一                   | 2012年12月26日             | 2013年9月30日            | 自由民主黨                   | 參議員（北海道選舉區）                                    | 任內辭職，由後藤田正純接任                                |
| 第2次安倍内閣  | 第2次安倍内閣               | 安倍晉三     | 寺田稔                     | 2012年12月26日             | 2013年9月30日            | 自由民主黨                   | 眾議員（廣島縣第5區）                                     | 由復興副大臣兼任 任內辭職，由岡田廣接任                   |
| 第2次安倍内閣  | 第2次安倍内閣               | 安倍晉三     | 坂本哲志                   | 2012年12月26日             | 2013年9月30日            | 自由民主黨                   | 眾議員（熊本縣第3區）                                     | 由總務副大臣兼任 任內辭職，關口昌一接任                   |
| 第2次安倍内閣  | 第2次安倍内閣               | 安倍晉三     | 赤羽一嘉                   | 2012年12月26日             | 2014年9月3日             | 公明黨                       | 眾議員（兵庫縣第2區）                                     | 由經濟產業副大臣兼任                                      |
| 第2次安倍内閣  | 第2次安倍内閣               | 安倍晉三     | 井上信治                   | 2012年12月26日             | 2014年9月3日             | 自由民主黨                   | 眾議員（東京都第25區）                                    | 由環境副大臣兼任                                          |
| 第2次安倍内閣  | 第2次安倍内閣               | 安倍晉三     | 後藤田正純                 | 2013年9月30日              | 2014年9月3日             | 自由民主黨                   | 眾議員（德島縣第3區）                                     |                                                           |
| 第2次安倍内閣  | 第2次安倍内閣               | 安倍晉三     | 岡田廣                     | 2013年9月30日              | 2014年9月3日             | 自由民主黨                   | 參議員（茨城縣選舉區）                                    | 由復興副大臣兼任                                          |
| 第2次安倍内閣  | 第2次安倍内閣               | 安倍晉三     | 關口昌一                   | 2013年9月30日              | 2014年9月3日             | 自由民主黨                   | 參議員（埼玉縣選舉區）                                    | 由總務副大臣兼任                                          |
|                | 改造内閣                    | 安倍晉三     | 赤澤亮正                   | 2014年9月3日               | 2014年12月24日           | 自由民主黨                   | 眾議員（鳥取縣第2區）                                     |                                                           |
| 平將明         | 改造内閣                    | 安倍晉三     | 眾議員（東京都第4區）      | 2014年9月3日               | 2014年12月24日           | 自由民主黨                   |                                                           |                                                           |
| 西村康稔       | 改造内閣                    | 安倍晉三     | 眾議員（兵庫縣第9區）      | 2014年9月3日               | 2014年12月24日           | 自由民主黨                   | 留任                                                      |                                                           |
| 葉梨康弘       | 改造内閣                    | 安倍晉三     | 眾議員（茨城縣第3區）      | 2014年9月3日               | 2014年12月24日           | 自由民主黨                   | 由法務副大臣兼任                                          |                                                           |
| 丹羽秀樹       | 改造内閣                    | 安倍晉三     | 眾議員（愛知縣第6區）      | 2014年9月3日               | 2014年12月24日           | 自由民主黨                   | 由文部科學副大臣兼任                                      |                                                           |
| 高木陽介       | 改造内閣                    | 安倍晉三     | 公明黨                     | 2014年9月3日               | 2014年12月24日           | 眾議員（東京比例代表區）     | 由經濟產業副大臣兼任                                      |                                                           |
| 西村明宏       | 改造内閣                    | 安倍晉三     | 自由民主黨                 | 2014年9月3日               | 2014年12月24日           | 眾議員（宮城縣第3區）        | 由國土交通副大臣及復興副大臣兼任                          |                                                           |
| 小里泰弘       | 改造内閣                    | 安倍晉三     | 自由民主黨                 | 2014年9月3日               | 2014年12月24日           | 眾議員（鹿兒島縣第4區）      | 由環境副大臣兼任                                          |                                                           |
| 左藤章         | 改造内閣                    | 安倍晉三     | 自由民主黨                 | 2014年9月3日               | 2014年12月24日           | 眾議員（大阪府第2區）        | 由防衞副大臣兼任                                          |                                                           |
| 第3次安倍内閣  | 第3次安倍内閣               | 安倍晉三     | 自由民主黨                 | 赤澤亮正                   | 2014年12月24日           | 2015年10月9日                | 眾議員（鳥取縣第2區）                                     | 再任                                                      |
| 第3次安倍内閣  | 第3次安倍内閣               | 安倍晉三     | 自由民主黨                 | 平將明                     | 2014年12月24日           | 2015年10月9日                | 眾議員（東京都第4區）                                     | 再任                                                      |
| 第3次安倍内閣  | 第3次安倍内閣               | 安倍晉三     | 自由民主黨                 | 西村康稔                   | 2014年12月24日           | 2015年10月9日                | 眾議員（兵庫縣第9區）                                     | 再任                                                      |
| 第3次安倍内閣  | 第3次安倍内閣               | 安倍晉三     | 自由民主黨                 | 葉梨康弘                   | 2014年12月24日           | 2015年10月9日                | 眾議員（茨城縣第3區）                                     | 再任 由法務副大臣兼任                                     |
| 第3次安倍内閣  | 第3次安倍内閣               | 安倍晉三     | 高木陽介                   | 公明黨                     | 2014年12月24日           | 2015年10月9日                | 眾議員（東京比例代表區）                                  | 再任 由經濟產業副大臣兼任                                 |
| 第3次安倍内閣  | 第3次安倍内閣               | 安倍晉三     | 西村明宏                   | 自由民主黨                 | 2014年12月24日           | 2015年10月9日                | 眾議員（宮城縣第3區）                                     | 再任 由國土交通副大臣及復興副大臣兼任                     |
| 第3次安倍内閣  | 第3次安倍内閣               | 安倍晉三     | 小里泰弘                   | 自由民主黨                 | 2014年12月24日           | 2015年10月9日                | 眾議員（鹿兒島縣第4區）                                   | 再任 由環境副大臣兼任                                     |
| 第3次安倍内閣  | 第3次安倍内閣               | 安倍晉三     | 左藤章                     | 自由民主黨                 | 2014年12月24日           | 2015年10月9日                | 眾議員（大阪府第2區）                                     | 再任 由防衞副大臣兼任                                     |
|                | 第1次改造内閣               | 安倍晉三     | 高鳥修一                   | 自由民主黨                 | 2015年10月9日            | 2016年8月5日                 | 眾議員（新潟縣第6區）                                     |                                                           |
| 松本文明       | 第1次改造内閣               | 安倍晉三     | 眾議員（東京比例代表區）   | 自由民主黨                 | 2015年10月9日            | 2016年8月5日                 |                                                           |                                                           |
| 福岡資麿       | 第1次改造内閣               | 安倍晉三     | 參議員（佐賀縣選舉區）     | 自由民主黨                 | 2015年10月9日            | 2016年8月5日                 |                                                           |                                                           |
| 松下新平       | 第1次改造内閣               | 安倍晉三     | 參議員（宮崎縣選舉區）     | 自由民主黨                 | 2015年10月9日            | 2016年8月5日                 | 由總務副大臣兼任                                          |                                                           |
| 盛山正仁       | 第1次改造内閣               | 安倍晉三     | 眾議員（近畿比例代表區）   | 自由民主黨                 | 2015年10月9日            | 2016年8月5日                 | 由法務副大臣兼任                                          |                                                           |
| 冨岡勉         | 第1次改造内閣               | 安倍晉三     | 眾議員（長崎縣第1區）      | 自由民主黨                 | 2015年10月9日            | 2016年8月5日                 | 由文部科學副大臣兼任                                      |                                                           |
| 高木陽介       | 第1次改造内閣               | 安倍晉三     | 公明黨                     | 眾議員（東京比例代表區）   | 2015年10月9日            | 2016年8月5日                 | 留任 由經濟產業副大臣兼任                                 |                                                           |
| 山本順三       | 第1次改造内閣               | 安倍晉三     | 自由民主黨                 | 參議員（愛媛縣選舉區）     | 2015年10月9日            | 2016年8月5日                 | 由國土交通副大臣及復興副大臣兼任                          |                                                           |
| 井上信治       | 第1次改造内閣               | 安倍晉三     | 自由民主黨                 | 眾議員（東京都第25區）     | 2015年10月9日            | 2016年8月5日                 | 再入閣 由環境副大臣兼任                                   |                                                           |
| 若宮健嗣       | 第1次改造内閣               | 安倍晉三     | 自由民主黨                 | 眾議員（東京都第5區）      | 2015年10月9日            | 2016年8月5日                 | 由防衞副大臣兼任                                          |                                                           |
| 第2次改造内閣  | 石原宏高                    | 安倍晉三     | 自由民主黨                 | 2016年8月5日               | 2017年8月7日             | 眾議員（東京都第3區）        |                                                           |                                                           |
| 第2次改造内閣  | 越智隆雄                    | 安倍晉三     | 自由民主黨                 | 2016年8月5日               | 2017年8月7日             | 眾議員（東京都第6區）        |                                                           |                                                           |
| 第2次改造内閣  | 松本洋平                    | 安倍晉三     | 自由民主黨                 | 2016年8月5日               | 2017年8月7日             | 眾議員（東京都第19區）       |                                                           |                                                           |
| 第2次改造内閣  | 赤間二郎                    | 安倍晉三     | 自由民主黨                 | 2016年8月5日               | 2017年8月7日             | 眾議員（神奈川縣第14區）     |                                                           |                                                           |
| 第2次改造内閣  | 盛山正仁                    | 安倍晉三     | 自由民主黨                 | 2016年8月5日               | 2017年8月7日             | 眾議員（近畿比例代表區）     | 留任 由法務副大臣兼任                                     |                                                           |
| 第2次改造内閣  | 水落敏榮                    | 安倍晉三     | 自由民主黨                 | 2016年8月5日               | 2017年8月7日             | 參議員（參議院比例區）       | 由文部科學副大臣兼任                                      |                                                           |
| 第2次改造内閣  | 高木陽介                    | 安倍晉三     | 公明黨                     | 2016年8月5日               | 2017年8月7日             | 眾議員（東京比例代表區）     | 留任 由經濟產業副大臣兼任                                 |                                                           |
| 第2次改造内閣  | 末松信介                    | 安倍晉三     | 自由民主黨                 | 2016年8月5日               | 2017年8月7日             | 參議員（兵庫縣選舉區）       | 由國土交通副大臣及復興副大臣兼任                          |                                                           |
| 第2次改造内閣  | 伊藤忠彥                    | 安倍晉三     | 自由民主黨                 | 2016年8月5日               | 2017年8月7日             | 眾議員（愛知縣第8區）        | 由環境副大臣兼任                                          |                                                           |
| 第2次改造内閣  | 若宮健嗣                    | 安倍晉三     | 自由民主黨                 | 2016年8月5日               | 2017年8月7日             | 眾議員（東京都第5區）        | 留任 由防衞副大臣兼任                                     |                                                           |
| 第3次改造内閣  | 越智隆雄                    | 安倍晉三     | 自由民主黨                 | 2017年8月日                | 2017年11月2日            | 眾議員（東京都第6區）        | 留任                                                      |                                                           |
| 第3次改造内閣  | 福田峰之                    | 安倍晉三     | 自由民主黨                 | 2017年8月日                | 2017年9月27日            | 眾議員（南關東比例代表區）   | 任內辭職，由赤間二郎接任                                  |                                                           |
| 第3次改造内閣  | 松本文明                    | 安倍晉三     | 自由民主黨                 | 2017年8月日                | 2017年11月2日            | 眾議員（東京比例代表區）     |                                                           |                                                           |
| 第3次改造内閣  | 坂井學                      | 安倍晉三     | 自由民主黨                 | 2017年8月日                | 2017年11月2日            | 眾議員（神奈川縣第5區）      | 總務副大臣兼任                                            |                                                           |
| 第3次改造内閣  | 葉梨康弘                    | 安倍晉三     | 自由民主黨                 | 2017年8月日                | 2017年11月2日            | 眾議員（茨城縣第3區）        | 再入閣 由法務副大臣兼任                                   |                                                           |
| 第3次改造内閣  | 水落敏榮                    | 安倍晉三     | 自由民主黨                 | 2017年8月日                | 2017年11月2日            | 參議員（參議院比例區）       | 留任 由文部科學副大臣兼任                                 |                                                           |
| 第3次改造内閣  | 武藤容治                    | 安倍晉三     | 自由民主黨                 | 2017年8月日                | 2017年11月2日            | 眾議員（岐阜縣第3區）        | 由經濟產業副大臣兼任                                      |                                                           |
| 第3次改造内閣  | 秋元司                      | 安倍晉三     | 自由民主黨                 | 2017年8月日                | 2017年11月2日            | 參議員（參議院比例區）       | 由國土交通副大臣及復興副大臣兼任                          |                                                           |
| 第3次改造内閣  | 伊藤忠彥                    | 安倍晉三     | 自由民主黨                 | 2017年8月日                | 2017年11月2日            | 眾議員（愛知縣第8區）        | 留任 由環境副大臣兼任                                     |                                                           |
| 第3次改造内閣  | 山本朋廣                    | 安倍晉三     | 自由民主黨                 | 2017年8月日                | 2017年11月2日            | 眾議員（南關東比例代表區）   | 由防衞副大臣兼任                                          |                                                           |
| 第3次改造内閣  | 赤間二郎                    | 安倍晉三     | 自由民主黨                 | 2017年9月27日              | 2017年11月2日            | 參議員（神奈川縣第14區）     | 再入閣                                                    |                                                           |
| 第4次安倍内閣  | 第4次安倍内閣               | 安倍晉三     | 自由民主黨                 | 越智隆雄                   | 2017年11月2日            | 2018年10月2日                | 眾議員（東京比例代表區）                                  | 再任                                                      |
| 第4次安倍内閣  | 第4次安倍内閣               | 安倍晉三     | 自由民主黨                 | 赤間二郎                   | 2017年11月2日            | 2018年10月2日                | 參議員（神奈川縣第14區）                                  | 再任                                                      |
| 第4次安倍内閣  | 第4次安倍内閣               | 安倍晉三     | 自由民主黨                 | 松本文明                   | 2017年11月2日            | 2018年1月29日                | 眾議員（東京比例代表區）                                  | 再任 任內辭職，由田中良生接任                             |
| 第4次安倍内閣  | 第4次安倍内閣               | 安倍晉三     | 自由民主黨                 | 坂井學                     | 2017年11月2日            | 2018年10月2日                | 眾議員（神奈川縣第5區）                                   | 再任 由總務副大臣兼任                                     |
| 第4次安倍内閣  | 第4次安倍内閣               | 安倍晉三     | 自由民主黨                 | 葉梨康弘                   | 2017年11月2日            | 2018年10月2日                | 眾議員（茨城縣第3區）                                     | 再任 由法務副大臣兼任                                     |
| 第4次安倍内閣  | 第4次安倍内閣               | 安倍晉三     | 自由民主黨                 | 水落敏榮                   | 2017年11月2日            | 2018年10月2日                | 參議員（參議院比例區）                                    | 再任 由文部科學副大臣兼任                                 |
| 第4次安倍内閣  | 第4次安倍内閣               | 安倍晉三     | 自由民主黨                 | 武藤容治                   | 2017年11月2日            | 2018年10月2日                | 眾議員（岐阜縣第3區）                                     | 再任 由經濟產業副大臣兼任                                 |
| 第4次安倍内閣  | 第4次安倍内閣               | 安倍晉三     | 自由民主黨                 | 秋元司                     | 2017年11月2日            | 2018年10月2日                | 參議員（參議院比例區）                                    | 再任 由國土交通副大臣及復興副大臣兼任                     |
| 第4次安倍内閣  | 第4次安倍内閣               | 安倍晉三     | 自由民主黨                 | 伊藤忠彥                   | 2017年11月2日            | 2018年10月2日                | 眾議員（愛知縣第8區）                                     | 再任 由環境副大臣兼任                                     |
| 第4次安倍内閣  | 第4次安倍内閣               | 安倍晉三     | 自由民主黨                 | 山本朋廣                   | 2017年11月2日            | 2018年10月2日                | 眾議員（南關東比例區）                                    | 再任 由防衞副大臣兼任                                     |
| 第4次安倍内閣  | 第4次安倍内閣               | 安倍晉三     | 自由民主黨                 | 田中良生                   | 2018年1月29日            | 2018年10月2日                | 眾議員（埼玉縣第15區）                                    |                                                           |
|                | 第1次改造內閣               | 安倍晉三     | 自由民主黨                 | 左藤章                     | 2018年10月4日            | 2019年9月13日                | 眾議員（大阪府第2區）                                     | 再入閣                                                    |
| 田中良生       | 第1次改造內閣               | 安倍晉三     | 自由民主黨                 | 眾議員（埼玉縣第15區）     | 2018年10月4日            | 2019年9月13日                | 再任                                                      |                                                           |
| 中根一幸       | 第1次改造內閣               | 安倍晉三     | 自由民主黨                 | 眾議員（北關東比例代表區） | 2018年10月4日            | 2019年9月13日                |                                                           |                                                           |
| 佐藤由香里     | 第1次改造內閣               | 安倍晉三     | 自由民主黨                 | 眾議員（近畿比例代表區）   | 2018年10月4日            | 2019年9月13日                | 由總務副大臣兼任                                          |                                                           |
| 浮島智子       | 第1次改造內閣               | 安倍晉三     | 公明黨                     | 眾議員（近畿比例代表區）   | 2018年10月4日            | 2019年9月13日                | 由文部科學副大臣兼任                                      |                                                           |
| 磯崎仁彥       | 第1次改造內閣               | 安倍晉三     | 自由民主黨                 | 參議員（香川縣選舉區）     | 2018年10月4日            | 2019年9月13日                | 由經濟產業副大臣兼任                                      |                                                           |
| 塚田一郎       | 第1次改造內閣               | 安倍晉三     | 自由民主黨                 | 2019年4月5日               | 2018年10月4日            | 參議員（新潟縣選舉區）       | 由國土交通副大臣及復興副大臣兼任 任內辭職，由牧野京夫接任 |                                                           |
| 秋元司         | 第1次改造內閣               | 安倍晉三     | 自由民主黨                 | 2019年9月13日              | 2018年10月4日            | 參議員（參議院比例區）       | 留任 由環境大臣兼任                                       |                                                           |
| 原田憲治       | 第1次改造內閣               | 安倍晉三     | 自由民主黨                 | 2019年9月13日              | 2018年10月4日            | 眾議員（大阪府第9區）        | 由防衞大臣兼任                                            |                                                           |
| 牧野京夫       | 第1次改造內閣               | 安倍晉三     | 自由民主黨                 | 2019年9月13日              | 2019年4月5日             | 參議員（靜岡縣選舉區）       | 由國土交通副大臣及復興副大臣兼任                          |                                                           |
| 第2次改造內閣  | 大塚拓                      | 安倍晉三     | 自由民主黨                 | 2019年9月13日              | 2020年9月18日            |                              |                                                           |                                                           |
| 第2次改造內閣  | 平將明                      | 安倍晉三     | 自由民主黨                 | 2019年9月13日              | 2020年9月18日            | 眾議員（東京都第4區）        | 再入閣                                                    |                                                           |
| 第2次改造內閣  | 宮下一郎                    | 安倍晉三     | 自由民主黨                 | 2019年9月13日              | 2020年9月18日            | 眾議員（長野縣第5區）        |                                                           |                                                           |
| 第2次改造內閣  | 寺田稔                      | 安倍晉三     | 自由民主黨                 | 2019年9月13日              | 2020年9月18日            | 眾議員（廣島縣第5區）        | 再入閣 由總務副大臣兼任                                   |                                                           |
| 第2次改造內閣  | 龜岡偉民                    | 安倍晉三     | 自由民主黨                 | 2019年9月13日              | 2020年9月18日            | 眾議員（東北比例代表區）     | 文部科學副大臣兼任                                        |                                                           |
| 第2次改造內閣  | 松本洋平                    | 安倍晉三     | 自由民主黨                 | 2019年9月13日              | 2020年9月18日            | 眾議員（東京都第19區）       | 再入閣 由經濟產業副大臣兼任                               |                                                           |
| 第2次改造內閣  | 御法川信英                  | 安倍晉三     | 自由民主黨                 | 2019年9月13日              | 2020年9月18日            | 眾議員（秋田縣第3區）        | 由國土交通副大臣及復興副大臣兼任                          |                                                           |
| 第2次改造內閣  | 石原宏高                    | 安倍晉三     | 自由民主黨                 | 2019年9月13日              | 2020年9月18日            | 眾議員（東京都第3區）        | 再入閣 由環境副大臣兼任                                   |                                                           |
| 第2次改造內閣  | 山本朋廣                    | 安倍晉三     | 自由民主黨                 | 2019年9月13日              | 2020年9月18日            | 眾議員（南關東比例區）       | 再入閣 由防衞副大臣兼任                                   |                                                           |
| 菅義偉内閣     | 菅義偉内閣                  | 菅義偉       | 自由民主黨                 | 赤澤亮正                   | 2020年9月18日            | 2021年10月6日                | 眾議員（鳥取縣第2區）                                     | 再入閣                                                    |
| 菅義偉内閣     | 菅義偉内閣                  | 菅義偉       | 自由民主黨                 | 三林裕巳                   | 2020年9月18日            | 2021年10月6日                | 眾議員（埼玉縣第14區）                                    |                                                           |
| 菅義偉内閣     | 菅義偉内閣                  | 菅義偉       | 自由民主黨                 | 藤井比早之                 | 2020年9月18日            | 2021年10月6日                | 眾議員（兵庫縣第4區）                                     | 由數碼副大臣兼任                                          |
| 菅義偉内閣     | 菅義偉内閣                  | 菅義偉       | 自由民主黨                 | 田野瀨太道                 | 2020年9月18日            | 2021年2月1日                 | 眾議員（奈良縣第3區）                                     | 由文部科學副大臣兼任 任內辭職，由丹羽秀樹接任             |
| 菅義偉内閣     | 菅義偉内閣                  | 菅義偉       | 自由民主黨                 | 長坂康正                   | 2020年9月18日            | 2021年10月6日                | 眾議員（愛知縣第9區）                                     | 由經濟產業副大臣兼任                                      |
| 菅義偉内閣     | 菅義偉内閣                  | 菅義偉       | 自由民主黨                 | 江島潔                     | 2020年9月18日            | 2021年10月6日                | 參議員（山口縣選舉區）                                    | 由經濟產業副大臣兼任                                      |
| 菅義偉内閣     | 菅義偉内閣                  | 菅義偉       | 自由民主黨                 | 堀内詔子                   | 2020年9月18日            | 2021年10月6日                | 眾議員（山梨縣第2區）                                     | 由環境副大臣兼任                                          |
| 菅義偉内閣     | 菅義偉内閣                  | 菅義偉       | 自由民主黨                 | 中山泰秀                   | 2020年9月18日            | 2021年10月6日                | 眾議員（大阪府第4區）                                     | 由防衞副大臣兼任                                          |
| 菅義偉内閣     | 菅義偉内閣                  | 菅義偉       | 自由民主黨                 | 岩井茂樹                   | 2020年9月18日            | 2021年4月30日                | 參議員（靜岡縣選舉區）                                    | 由國土交通副大臣及復興副大臣兼任 任內辭職，由渡邊猛之接任 |
| 菅義偉内閣     | 菅義偉内閣                  | 菅義偉       | 山本博司                   | 2021年1月22日              | 2021年10月6日            | 公明黨                       | 參議員（參議院比例區）                                    | 由厚生勞動副大臣兼任                                      |
| 菅義偉内閣     | 菅義偉内閣                  | 菅義偉       | 丹羽秀樹                   | 2021年2月1日               | 2021年10月6日            | 自由民主黨                   | 眾議員（愛知縣第6區）                                     | 再入閣 由文部科學大臣兼任                                 |
| 菅義偉内閣     | 菅義偉内閣                  | 菅義偉       | 渡邊猛之                   | 2021年4月30日              | 2021年10月6日            | 自由民主黨                   | 參議員（岐阜縣選舉區）                                    | 由國土交通副大臣及復興副大臣兼任                          |
| 第1次岸田內閣  | 第1次岸田內閣               | 岸田文雄     | 大野敬太郎                 | 2021年10月6日              | 2021年11月11日           | 自由民主黨                   | 眾議員（香川縣第3區）                                     |                                                           |
| 第1次岸田內閣  | 第1次岸田內閣               | 岸田文雄     | 黄川田仁志                 | 2021年10月6日              | 2021年11月11日           | 自由民主黨                   | 眾議員議員（埼玉縣第3區）                                 |                                                           |
| 第1次岸田內閣  | 第1次岸田內閣               | 岸田文雄     | 赤池誠章                   | 2021年10月6日              | 2021年11月11日           | 自由民主黨                   | 參議員議員（參議院比例區）                                |                                                           |
| 第1次岸田內閣  | 第1次岸田內閣               | 岸田文雄     | 小林史明                   | 2021年10月6日              | 2021年11月11日           | 自由民主黨                   | 眾議員（廣島縣第7區）                                     | 由數碼副大臣兼任                                          |
| 第1次岸田內閣  | 第1次岸田內閣               | 岸田文雄     | 池田佳隆                   | 2021年10月6日              | 2021年11月11日           | 自由民主黨                   | 眾議員（東海比例代表區）                                  | 由文部科學副大臣兼任                                      |
| 第1次岸田內閣  | 第1次岸田內閣               | 岸田文雄     | 細田健一                   | 2021年10月6日              | 2021年11月11日           | 自由民主黨                   | 眾議員（北陸信越比例代表區）                              | 由經濟產業副大臣兼任                                      |
| 第1次岸田內閣  | 第1次岸田內閣               | 岸田文雄     | 石井正弘                   | 2021年10月6日              | 2021年11月11日           | 自由民主黨                   | 參議員（岡山縣選舉區）                                    | 由經濟產業副大臣兼任                                      |
| 第1次岸田內閣  | 第1次岸田內閣               | 岸田文雄     | 務台俊介                   | 2021年10月6日              | 2021年11月11日           | 自由民主黨                   | 眾議員（北陸信越比例代表區）                              | 由環境副大臣兼任                                          |
| 第1次岸田內閣  | 第1次岸田內閣               | 岸田文雄     | 鬼木誠                     | 2021年10月6日              | 2021年11月11日           | 自由民主黨                   | 眾議員（福岡縣第2區）                                     | 由防衞副大臣兼任                                          |
| 第1次岸田內閣  | 第1次岸田內閣               | 岸田文雄     | 山本博司                   | 2021年10月6日              | 2021年11月11日           | 公明黨                       | 參議員（參議院比例區）                                    | 再任 由厚生勞動副大臣兼任                                 |
| 第1次岸田內閣  | 第1次岸田內閣               | 岸田文雄     | 渡邊猛之                   | 2021年10月6日              | 2021年11月11日           | 自由民主黨                   | 參議員（岐阜縣選舉區）                                    | 再任 由國土交通副大臣及復興副大臣兼任                     |
| 第2次岸田內閣  | 第2次岸田內閣               | 岸田文雄     | 大野敬太郎                 | 2021年11月11日             | 2022年8月12日            | 自由民主黨                   | 眾議員（香川縣第3區）                                     | 再任                                                      |
| 第2次岸田內閣  | 第2次岸田內閣               | 岸田文雄     | 黄川田仁志                 | 2021年11月11日             | 2022年8月12日            | 自由民主黨                   | 眾議員議員（埼玉縣第3區）                                 | 再任                                                      |
| 第2次岸田內閣  | 第2次岸田內閣               | 岸田文雄     | 赤池誠章                   | 2021年11月11日             | 2022年8月12日            | 自由民主黨                   | 參議員議員（參議院比例區）                                | 再任                                                      |
| 第2次岸田內閣  | 第2次岸田內閣               | 岸田文雄     | 小林史明                   | 2021年11月11日             | 2022年8月12日            | 自由民主黨                   | 眾議員（廣島縣第7區）                                     | 再任 由數碼副大臣兼任                                     |
| 第2次岸田內閣  | 第2次岸田內閣               | 岸田文雄     | 池田佳隆                   | 2021年11月11日             | 2022年8月12日            | 自由民主黨                   | 眾議員（東海比例代表區）                                  | 再任 由文部科學大臣兼任                                   |
| 第2次岸田內閣  | 第2次岸田內閣               | 岸田文雄     | 細田健一                   | 2021年11月11日             | 2022年8月12日            | 自由民主黨                   | 眾議員（新潟縣第2區）                                     | 再任 由經濟產業副大臣兼任                                 |
| 第2次岸田內閣  | 第2次岸田內閣               | 岸田文雄     | 石井正弘                   | 2021年11月11日             | 2022年8月12日            | 自由民主黨                   | 參議員（岡山縣選舉區）                                    | 再任 由經濟產業副大臣兼任                                 |
| 第2次岸田內閣  | 第2次岸田內閣               | 岸田文雄     | 務台俊介                   | 2021年11月11日             | 2022年8月12日            | 自由民主黨                   | 眾議員（北陸信越比例代表區）                              | 再任 由環境副大臣兼任                                     |
| 第2次岸田內閣  | 第2次岸田內閣               | 岸田文雄     | 鬼木誠                     | 2021年11月11日             | 2022年8月12日            | 自由民主黨                   | 眾議員（福岡縣第2區）                                     | 再任 由防衞副大臣兼任                                     |
| 第2次岸田內閣  | 第2次岸田內閣               | 岸田文雄     | 佐藤英道                   | 2021年11月11日             | 2022年8月12日            | 公明黨                       | 眾議員（北海道比例代表區）                                | 由厚生勞動副大臣兼任                                      |
| 第2次岸田內閣  | 第2次岸田內閣               | 岸田文雄     | 渡邊猛之                   | 2021年11月11日             | 2022年8月12日            | 自由民主黨                   | 參議員（岐阜縣選舉區）                                    | 再任 由國土交通副大臣及復興副大臣兼任                     |
|                | 第1次改造內閣               | 岸田文雄     | 藤丸敏                     | 2022年8月12日              | 2023年9月15日            | 自由民主黨                   | 眾議員（福岡縣第7區）                                     |                                                           |
| 星野剛士       | 第1次改造內閣               | 岸田文雄     | 眾議員（南關東比例代表區） | 2022年8月12日              | 2023年9月15日            | 自由民主黨                   |                                                           |                                                           |
| 和田義明       | 第1次改造內閣               | 岸田文雄     | 眾議員（北海道第5區）      | 2022年8月12日              | 2023年9月15日            | 自由民主黨                   |                                                           |                                                           |
| 大串正樹       | 第1次改造內閣               | 岸田文雄     | 眾議員（近畿比例代表區）   | 2022年8月12日              | 2023年9月15日            | 自由民主黨                   | 由數碼副大臣兼任                                          |                                                           |
| 中谷真一       | 第1次改造內閣               | 岸田文雄     | 眾議員（山梨縣第1區）      | 2022年8月12日              | 2023年9月15日            | 自由民主黨                   | 由經濟產業副大臣兼任                                      |                                                           |
| 太田房江       | 第1次改造內閣               | 岸田文雄     | 參議員（大阪府選舉區）     | 2022年8月12日              | 2023年9月15日            | 自由民主黨                   | 由經濟產業副大臣兼任                                      |                                                           |
| 小林茂樹       | 第1次改造內閣               | 岸田文雄     | 參議員（近畿比例代表區）   | 2022年8月12日              | 2023年9月15日            | 自由民主黨                   | 由環境副大臣兼任                                          |                                                           |
| 井野俊郎       | 第1次改造內閣               | 岸田文雄     | 眾議員（群馬縣第2區）      | 2022年8月12日              | 2023年9月15日            | 自由民主黨                   | 由防衞副大臣兼任                                          |                                                           |
| 伊佐進一       | 第1次改造內閣               | 岸田文雄     | 公明黨                     | 2022年8月12日              | 2023年9月15日            | 眾議員（大阪府第6區）        | 由厚生勞動副大臣兼任                                      |                                                           |
| 石井浩郎       | 第1次改造內閣               | 岸田文雄     | 自由民主黨                 | 2022年8月12日              | 2023年9月15日            | 參議員（秋田縣選舉區）       | 由國土交通副大臣及復興副大臣兼任                          |                                                           |
| 第2次改造內閣  | 井林辰憲                    | 岸田文雄     | 自由民主黨                 | 2023年9月15日              | 2024年12月3日            | 眾議員（靜岡縣第2區）        |                                                           |                                                           |
| 第2次改造內閣  | 工藤彰三                    | 岸田文雄     | 自由民主黨                 | 2023年9月15日              | 2024年12月3日            | 眾議員（愛知縣第4區）        |                                                           |                                                           |
| 第2次改造內閣  | 堀井學                      | 岸田文雄     | 自由民主黨                 | 2023年9月15日              | 2023年12月14日           | 眾議員（北海道比例代表區）   |                                                           |                                                           |
| 第2次改造內閣  | 石川昭政                    | 岸田文雄     | 自由民主黨                 | 2023年9月15日              | 2024年12月3日            | 眾議員（北關東比例代表區）   | 由數碼副大臣兼任                                          |                                                           |
| 第2次改造內閣  | 岩田和親                    | 岸田文雄     | 自由民主黨                 | 2023年9月15日              | 2024年12月3日            | 眾議員（九州比例代表區）     | 由經濟產業副大臣兼任                                      |                                                           |
| 第2次改造內閣  | 酒井庸行                    | 岸田文雄     | 自由民主黨                 | 2023年9月15日              | 2023年12月14日           | 參議員（愛知縣選舉區）       | 由經濟產業副大臣兼任 任內辭職，由上月良祐接任             |                                                           |
| 第2次改造內閣  | 瀧澤求                      | 岸田文雄     | 自由民主黨                 | 2023年9月15日              | 2024年12月3日            | 參議員（青森縣選舉區）       | 由環境副大臣兼任                                          |                                                           |
| 第2次改造內閣  | 宮澤博行                    | 岸田文雄     | 自由民主黨                 | 2023年9月15日              | 2023年12月14日           | 眾議員（東海比例代表區）     | 由防衞副大臣兼任                                          |                                                           |
| 第2次改造內閣  | 堂故茂                      | 岸田文雄     | 自由民主黨                 | 2023年9月15日              | 2024年12月3日            | 參議員（富山縣選舉區）       | 由國土交通副大臣及復興副大臣兼任                          |                                                           |
| 第2次改造內閣  | 古賀篤                      | 岸田文雄     | 自由民主黨                 | 2023年12月14日             | 2024年12月3日            | 眾議員（福岡縣第3區）        |                                                           |                                                           |
| 第2次改造內閣  | 上月良祐                    | 岸田文雄     | 自由民主黨                 | 2023年12月14日             | 2024年12月3日            | 參議員（茨城縣選舉區）       | 由經濟產業副大臣兼任                                      |                                                           |
| 第2次改造內閣  | 鬼木誠                      | 岸田文雄     | 自由民主黨                 | 2023年12月14日             | 2024年12月3日            | 眾議員（福岡縣第2區）        | 再入閣 由防衞副大臣兼任                                   |                                                           |
| 第一次石破內閣 | 第一次石破內閣              | 石破茂       | 自由民主黨                 | 井林辰憲                   | 2024年12月3日            | 2024年11月13日               | 眾議員（靜岡縣第2區）                                     | 再任                                                      |
| 第一次石破內閣 | 第一次石破內閣              | 石破茂       | 自由民主黨                 | 工藤彰三                   | 2024年12月3日            | 2024年11月13日               | 眾議員（愛知縣第4區）                                     | 再任                                                      |
| 第一次石破內閣 | 第一次石破內閣              | 石破茂       | 自由民主黨                 | 古賀篤                     | 2024年12月3日            | 2024年11月13日               | 眾議員（福岡縣第3區）                                     | 再任                                                      |
| 第一次石破內閣 | 第一次石破內閣              | 石破茂       | 自由民主黨                 | 石川昭政                   | 2024年12月3日            | 2024年11月13日               | 眾議員（北關東比例代表區）                                | 再任 由數碼副大臣兼任                                     |
| 第一次石破內閣 | 第一次石破內閣              | 石破茂       | 自由民主黨                 | 岩田和親                   | 2024年12月3日            | 2024年11月13日               | 眾議員（九州比例代表區）                                  | 再任 由經濟產業副大臣兼任                                 |
| 第一次石破內閣 | 第一次石破內閣              | 石破茂       | 自由民主黨                 | 上月良祐                   | 2024年12月3日            | 2024年11月13日               | 參議員（茨城縣選舉區）                                    | 再任 由經濟產業副大臣兼任                                 |
| 第一次石破內閣 | 第一次石破內閣              | 石破茂       | 自由民主黨                 | 瀧澤求                     | 2024年12月3日            | 2024年11月13日               | 參議員（青森縣選舉區）                                    | 再任 由環境副大臣兼任                                     |
| 第一次石破內閣 | 第一次石破內閣              | 石破茂       | 自由民主黨                 | 鬼木誠                     | 2024年12月3日            | 2024年11月13日               | 眾議員（福岡縣第2區）                                     | 再任 由防衞副大臣兼任                                     |
| 第一次石破內閣 | 第一次石破內閣              | 石破茂       | 自由民主黨                 | 堂故茂                     | 2024年12月3日            | 2024年11月13日               | 參議員（富山縣選舉區）                                    | 再任 由國土交通副大臣及復興副大臣兼任                     |
| 第二次石破內閣 | 第二次石破內閣              | 石破茂       | 自由民主黨                 | 瀨戶隆一                   | 2024年11月13日           | 現任                         | 眾議員（四國比例代表區）                                  |                                                           |
| 第二次石破內閣 | 第二次石破內閣              | 石破茂       | 自由民主黨                 | 辻清人                     | 2024年11月13日           | 現任                         | 眾議員（東京都第2區）                                     |                                                           |
| 第二次石破內閣 | 第二次石破內閣              | 石破茂       | 自由民主黨                 | 鳩山二郎                   | 2024年11月13日           | 現任                         | 眾議員（福岡縣第2區）                                     |                                                           |
| 第二次石破內閣 | 第二次石破內閣              | 石破茂       | 自由民主黨                 | 穗坂泰                     | 2024年11月13日           | 現任                         | 眾議員（埼玉縣第4區）                                     | 由數碼副大臣兼任                                          |
| 第二次石破內閣 | 第二次石破內閣              | 石破茂       | 自由民主黨                 | 大串正樹                   | 2024年11月13日           | 現任                         | 眾議員（近畿比例代表區）                                  | 再入閣 由經濟產業副大臣兼任                               |
| 第二次石破內閣 | 第二次石破內閣              | 石破茂       | 自由民主黨                 | 古賀友一郎                 | 2024年11月13日           | 現任                         | 參議員（長崎縣選舉區）                                    | 由經濟產業副大臣兼任                                      |
| 第二次石破內閣 | 第二次石破內閣              | 石破茂       | 自由民主黨                 | 高橋克法                   | 2024年11月13日           | 現任                         | 參議員（栃木縣選舉區）                                    | 由國土交通副大臣及復興副大臣兼任                          |
| 第二次石破內閣 | 第二次石破內閣              | 石破茂       | 自由民主黨                 | 中田宏                     | 2024年11月13日           | 現任                         | 參議員（參議院比例區）                                    | 由環境副大臣兼任                                          |
| 第二次石破內閣 | 第二次石破內閣              | 石破茂       | 自由民主黨                 | 本田太郎                   | 2024年11月13日           | 現任                         | 眾議員（京都府第5區）                                     | 由防衞副大臣兼任                                          |

再任表示換閣後再次被招攬，留任表示同一內閣改造後獲得挽留，再入閣表示時隔數個內閣後再度被招攬